# Ceramica Flaminia-Fondriest/Saison 2013
Dieser Artikel listet Erfolge und Fahrer des Radsportteams Ceramica Flaminia-Fondriest in der Saison 2013 auf.

## Erfolge in der UCI Europe Tour
Bei den Rennen der UCI Europe Tour im Jahr 2013 gelangen dem Team nachstehende Erfolge.
| Datum    | Rennen                                                | Kat. | Fahrer         |
| -------- | ----------------------------------------------------- | ---- | -------------- |
| 6. Juni  | 3. Etappe Slowakei-Rundfahrt                          | 2.2  | Andrea Fedi    |
| 21. Juni | Portugiesische Meisterschaft – Einzelzeitfahren (U23) | CN   | Rafael Reis    |
| 14. Juli | Giro dell’Appennino                                   | 1.1  | Davide Mucelli |

## Mannschaft
| Name                          | Geburtstag         | Nationalität       | Team 2012                             |
| ----------------------------- | ------------------ | ------------------ | ------------------------------------- |
| Amaro Antunes                 | 27. November 1990  | Portugal           | Carmim-Prio                           |
| Filippo Baggio                | 5. Juni 1988       | Italien            | Utensilnord Named                     |
| Alfredo Balloni (ab 22. Mai)  | 20. September 1989 | Italien            | Farnese Vini-Selle Italia             |
| António Barbio                | 16. Dezember 1993  | Portugal           | Neoprofi                              |
| Nicola Dal Santo              | 14. November 1988  | Italien            | Miche-Guerciotti                      |
| Andrea Fedi                   | 29. Mai 1991       | Italien            | Neoprofi                              |
| Matteo Fedi                   | 11. November 1988  | Italien            | Utensilnord Named                     |
| Ilja Gorodnitschew            | 9. März 1987       | Russland           | Neoprofi                              |
| Andrea Manfredi               | 10. Februar 1992   | Italien            | Neoprofi                              |
| Davide Mucelli                | 19. November 1986  | Italien            | Utensilnord Named                     |
| Pedro Paulinho (bis 31. Mai)  | 27. Mai 1990       | Portugal           | Neoprofi                              |
| Andrea Piechele (ab 20. Juni) | 29. Juni 1987      | Italien            | Colnago-CSF Inox                      |
| Rafael Reis                   | 15. Juli 1992      | Portugal           | Neoprofi                              |
| Iwan Rowny                    | 30. September 1987 | Russland           | RusVelo                               |
| Antonio Santoro               | 13. September 1989 | Italien            | Androni Giocattoli-Venezuela          |
| Filippo Savini (bis 31. Mai)  | 2. Mai 1985        | Italien            | Colnago-CSF Inox                      |
| Robbie Squire (bis 31. Mai)   | 1. April 1990      | Vereinigte Staaten | Chipotle-First Solar Development Team |
| Stagiaires                    | Stagiaires         | Nationalität       | Nationalität                          |
| Giacomo Forconi               | Giacomo Forconi    | Italien            | Italien                               |
| Davide Gabburo                | Davide Gabburo     | Italien            | Italien                               |